# Florenz Sartorius
Florenz Sartorius (* 10. April 1846 in Göttingen; † 1. August 1925 ebenda) war ein deutscher Mechaniker und Unternehmer.

## Leben
Florenz Sartorius erhielt eine vierjährige Ausbildung beim Göttinger Universitätsmechaniker Apel. Nach der Gesellenprüfung begab er sich zur Weiterbildung auf Wanderschaft. Am 1. Juli 1870 eröffnete er in Göttingen seine feinmechanische Werkstatt F. Sartorius, die als Beginn des Sartorius-Konzerns angesehen werden kann. Der Erfolg seines Unternehmens gründete sich vor allem auf eine neuartige, kurzarmige Analysenwaage. Sie brauchte weniger Zeit zum Einschwingen und lieferte deshalb ein schnelleres Ergebnis.
1906 nahm der Gründer seine drei Söhne Wilhelm (1872–1937), Erich (1876–1947) und Julius (1878–1918) als Teilhaber in das Unternehmen auf.

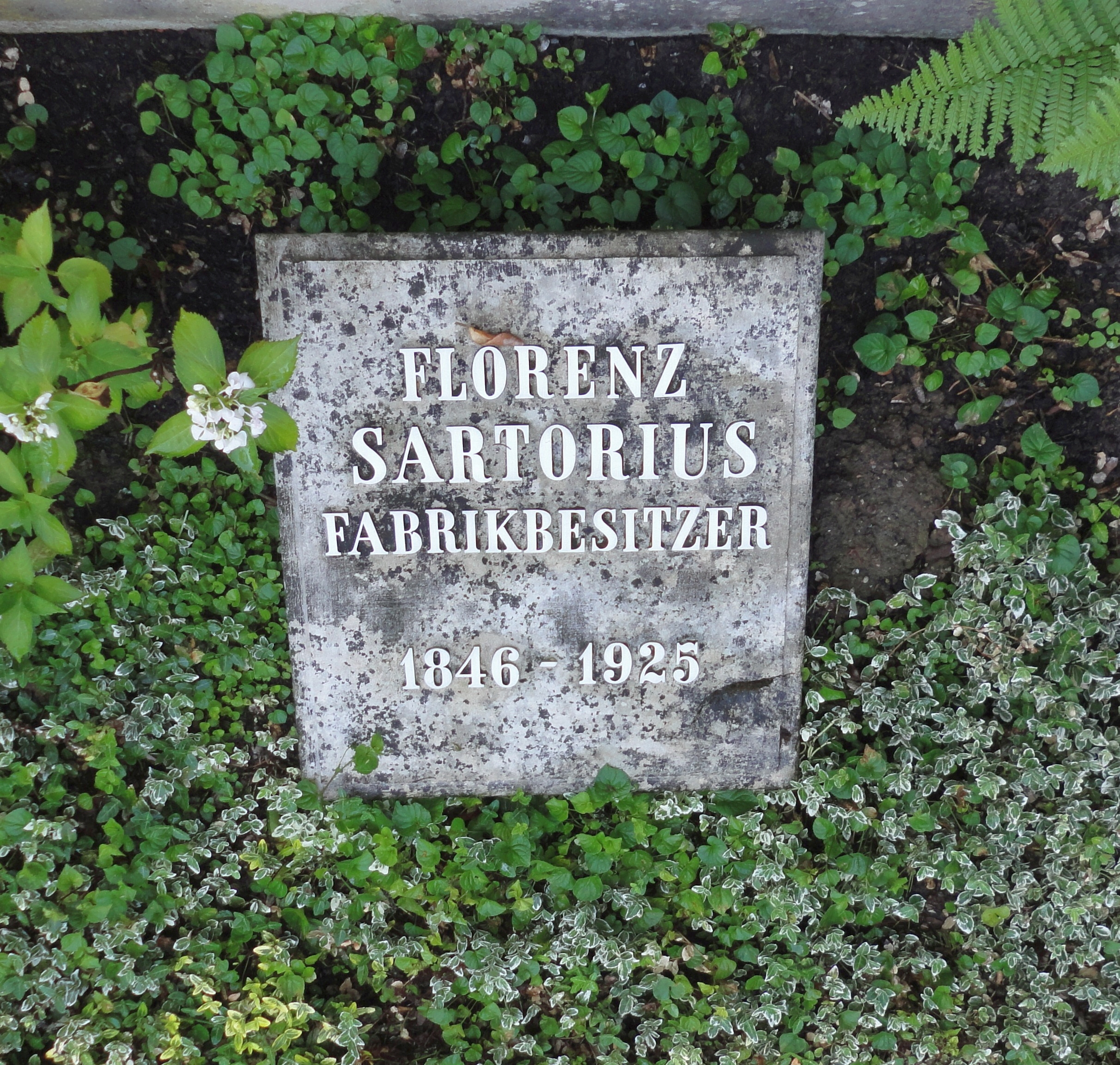
Göttingen, Stadtfriedhof: Grab des Florenz Sartorius